# Sven Gustafsson Stoltz
Sven Gustafsson Stoltz, född omkring år 1710, död 14 april 1766 i Vadstena församling, Östergötland, var en svensk tapetmakare, konterfejare och kyrkomålare.

## Biografi
Stoltz gick i lära hos konstnären Alexander Fox i Göteborg. År 1735 blev han gesäll och 1741 mästare.
Som mästare bosatte han sig 1741 i Vadstena, där han arbetade som konterfejare och kyrkomålare. Han utvecklades här, enligt Bengt Cnattingius, till den främste representanten för den franskt orienterande senbarockmålning, vars mellansvenska ursprung ligger i dekorationerna på Läckö slott.
Han var bosatt på Slottskvarteret nr 39 och 40 i Vadstena. 
Stoltz avled av lungsot den 14 april 1766 i Vadstena och begravdes 20 april samma år.

## Familj
Sven Gustafsson Stoltz gifte sig första gången i Vadstena den 1 november 1741 med Elisabeth Barkhus (Barckhausen) (1715–1758). Hon avled den 18 maj 1758 i Vadstena och begravdes den 23 samma år, 43 år gammal. Med Elisabeth Barkhus hade han dottern Maria Christina, född ca 1751.
Han gifte sig andra gången med Catharina Möller 1759.

## Verk
Stolz utförde målningar på bland annat följande platser i Östergötland:
| År                   | Plats            | Bild | Arbete                                                         | Bevarad | Kommentar                                                                                  |
| -------------------- | ---------------- | ---- | -------------------------------------------------------------- | ------- | ------------------------------------------------------------------------------------------ |
| Omkring 1741         | Asks kyrka       |      | Målning av predikstol.                                         |         |                                                                                            |
| 1742                 | Högby kyrka      |      | Målningar på läktarbarriären.                                  |         | Kyrkan ombyggd 1949, men delar av bröstningen finns i långhusets östra del.                |
| 1745                 | Godegårds kyrka  |      | Figurdekorationer på läktarbarriären.                          |         |                                                                                            |
| 1745                 | Orlunda kyrka    |      | Takdekorationer.                                               |         |                                                                                            |
| 1745                 | Vists kyrka      |      | Takdekorationer.                                               |         | Kyrkan förstörd vid brand 1961.                                                            |
| Mitten av 1700-talet | Svanshals kyrka  |      | Dekoration av Jonas Wistenius orgelfasad.                      |         |                                                                                            |
| Omkring 1750         | Nykils kyrka     |      | Målning av altaruppsats.                                       |         | Kyrkan riven omkring 1784.                                                                 |
| 1751-1752            | Gammalkils kyrka |      | Målningsdekorationer i tillbyggnadens tak.                     |         | Kyrkan riven omkring 1802, men delar av dekorationen finns på innertaket i nya sakristian. |
| 1755                 | Kumla kyrka      |      | Predikstol.                                                    |         |                                                                                            |
| Omkring 1755         | Ulrika kyrka     |      | Takdekorationer i koret, figurdekorationer på läktarbarriären. |         |                                                                                            |
| 1759                 | Fornåsa kyrka    |      | Figurdekorationer på läktarbarriären.                          |         |                                                                                            |
| 1762                 | Bjälbo kyrka     |      | Figurdekorationer på läktarbarriären.                          |         |                                                                                            |
|                      | Järstads kyrka   |      |                                                                |         |                                                                                            |
|                      | Sjögestads kyrka |      |                                                                |         |                                                                                            |
|                      | Strå kyrka       |      |                                                                |         |                                                                                            |
|                      | Ekebyborna kyrka |      |                                                                |         |                                                                                            |
|                      | Rogslösa kyrka   |      | Målningar på två läktarbröstningar(?)                          |         |                                                                                            |

## Gesäller och lärlingar
- 1764 Liltjedahl (gesäll)
- 1764 Anders Henrichsson (lärling)
- 1765 Johan Bromander (gesäll)
- 1765 Anders Nylander (lärling)
- 1765 Samuel Sellroth (lärling)